# La experiencia judía, de Basavilbaso a Nueva Ámsterdam
La experiencia judía, de Basavilbaso a Nueva Ámsterdam es una película documental de Argentina filmada en colores dirigida por Miguel Kohan sobre su propio guion escrito en colaboración con Inés de Oliveira Cézar que se estrenó el 25 de abril de 2019 y tuvo como actores principales a Mordechai Arbell, Harold Sibjling, Rachel Frankel y Jackes Rimbemboim.

## Sinopsis
El director, que durante años estuvo en contacto con el historiador israelí Mordechai Arbell, busca en el filme los orígenes de la comunidad judía en América, que se remontan desde la llegada de los primeros inmigrantes sefaradíes provenientes de distintas regiones de Europa debido a la persecución por parte de la Inquisición, para lo cual recorre diversas partes del mundo, incluyendo Surinam, Nueva York, Jamaica y Brasil.

## Reparto
Participaron del filme los siguientes intérpretes:
- Mordechai Arbell
- Harold Sibjling
- Rachel Frankel
- Jackes Rimbemboim

## Premios y nominaciones
La película recibió los siguientes galardones:
16° Festival internacional de cine judío de Punta del Este, 2019
- La experiencia judía, de Basavilbaso a Nueva Ámsterdam ganadora del  Premio del público al mejor documental

Festival Internacional de Cine Latino de Trieste, 2019
- La experiencia judía, de Basavilbaso a Nueva Ámsterdam ganadora de una Mención honorífica

## Comentarios
Miguel Kohan dijo sobre el filme en una entrevista que:

”El gran tema es la inmigración en general, más allá del judaísmo. Es una película que invita a reflexionar sobre la inmigración y sus consecuencias”.

Ezequiel Boetti en Página 12 escribió:

”… un film que…. se construye a través de un relato que entrevera lo detectivesco con lo histórico, lo estrictamente personal con lo dogmático y lo religioso. Suerte de bitácora de un viaje en tiempo y espacio,…Kohan se detiene en detalles aparentemente minúsculos pero de gran trascendencia a la hora de armar este mosaico antropológico cuya base está cimentada por la voluntad de transmitir los sentimientos generados por el desarraigo y la lejanía. Sensaciones universales, que no distinguen religión, ni color de piel ni país de procedencia....La falta de scouting de locaciones previas al rodaje...ayuda a acrecentar la sensación de sorpresa ante lo desconocido, incluso cuando eso “desconocido” haya ocurrido hace cientos de años.

Néstor Burtone en el sitio web otroscines.com   opinó:

”…Más allá de su puesta en escena televisiva… es una de esas películas...abierta a la posibilidad de dejarse sorprender. Con paradas en el hallazgo de las ruinas de lo que alguna vez fueron sinagogas hasta cementerios en medio de la selva de Surinam y el encuentro con una comunidad del noreste de Brasil que descubre su identidad judía, por citar algunos ejemplos, Kohan construye un mosaico antropológico cuya base está cimentada por la voluntad de transmitir los sentimientos generados por el desarraigo y la lejanía. Sentimientos que, queda claro, no distinguen raza ni religión.”